# Kecamatan Lumban Julu
Kecamatan Lumban Julu är ett distrikt i Indonesien.   Det ligger i provinsen Sumatera Utara, i den västra delen av landet, 1 300 km nordväst om huvudstaden Jakarta. Kecamatan Lumban Julu ligger vid sjön Danau Toba.